# This Place Hotel
This Place Hotel (originalmente llamado Heartbreak Hotel) es una canción popular y una grabación de The Jacksons lanzada en 1980 y escrita y compuesta por Michael. Si bien sus hermanos no cantaron voces de fondo, se les atribuyó la percusión en el álbum, mientras que el hermano Tito contribuyó con un solo de guitarra. La canción tiene un tempo de 98 latidos por minuto, lo que la hace notablemente más lenta que muchas de las otras canciones basadas en disco del álbum. En la canción, el protagonista habla de una época en la que, hace diez años, llevó a su novia a un hotel para una noche romántica, solo para descubrir que estaba diseñada específicamente para separar a las parejas. El personal del hotel le dio a la chica la impresión de que la había engañado con otra persona, algo que él no hizo, lo que provocó que rompiera con él en el hotel.
Record World elogió la voz principal de Michael Jackson, el "coro de acompañamiento hipnótico" , el arreglo de cuernos y cuerdas.

## Éxito del sencillo
La canción alcanzó el número 22 en la lista de sencillos pop de Billboard y el número 2 en la lista de sencillos de R&B. "This Place Hotel" fue el segundo sencillo más grande del grupo en su álbum Triumph, detrás de "Lovely One". La canción, a su vez, se convirtió en un concierto popular para las próximas dos giras del grupo en la gira Bad de Michael. La canción, como la mencionada "Can You Feel It", fue muestreada con bastante frecuencia en el hip hop.

## Cambio de nombre
El título de la canción se cambió a "This Place Hotel" para evitar confusiones con el éxito de Elvis Presley de 1956, "Heartbreak Hotel". Michael dijo que no estaba al tanto de la canción de Presley y del hecho de que se cambió el título. También negó haber sido influenciado por Presley en su autobiografía Moonwalk, pero reconoció la importancia de Presley para la música en blanco y negro.
El título original de "Heartbreak Hotel" se usó y lanzó comercialmente en vinilo en muchos países, aunque se realizó un maxisencillo de 2 pistas de 12" y copias solo promocionales, entregadas a estaciones de radio y revisores y un número limitado de 2 pistas El mini CD sencillo japonés fue lanzado comercialmente en noviembre de 1988 (utilizando el título recién elegido), para coincidir con la gira Bad World Tour.

## Presentaciones en vivo
La canción se realizó en el Jacksons 'Triumph Tour (así aparece en el álbum The Jacksons Live) y posteriormente se usó en el Jacksons' Victory Tour. Cuando Michael Jackson realizó una gira por primera vez en solitario, "This Place Hotel" fue la única canción de Jackson que se usó en ambas partes del Bad World Tour, mientras que las otras canciones del grupo (con la excepción de una mezcla de principios de Jackson 5 hits) fueron retirada en la segunda gira. Una grabación de palabra hablada y sintetizador precedió a la canción en el primer tramo de la gira Bad, pero para el segundo tramo de la gira (y en el posterior Dangerous World Tour) esa grabación se utilizó como introducción al éxito de Jackson "Smooth Criminal".
La canción se incluyó en The Ultimate Collection de Michael Jackson y se ha remezclado en el álbum Immortal en 2011. Una versión en vivo de la canción está disponible en el DVD 2012 Live en Wembley el 16 de julio de 1988. El 23 de marzo de 2014, un vídeo El clip de una presentación en vivo de la canción del Victory Tour se subió en la cuenta oficial de YouTube de The Jackson.

## Estreno
La canción se incluyó en Michael Jackson's The Ultimate Collection y se remezcló en el álbum Immortal en 2011 y se interpretó en vivo durante el Immortal World Tour (Cirque de Soleil) y Michael Jackson: One. También formó parte de la colección con temática de Halloween de Jackson, Scream (2017). Una versión en vivo de la canción está disponible en el DVD 2012 Live at Wembley el 16 de julio de 1988. El 23 de marzo de 2014, se subió un videoclip de una interpretación en vivo de la canción del Victory Tour a la cuenta oficial de YouTube de los Jackson.

## Lista de pistas
Estos son los formatos y las listas de pistas del sencillo lanzado de "This Place Hotel" ("Heartbreak Hotel").
| 7" vinyl single - US (Epic – 19-50959) |                       |          |  |
| N.º                                    | Título                | Duración |  |
| 1.                                     | «Heartbreak Hotel»    | 4:49     |  |
| 2.                                     | «Things I Do For You» | 4:05     |  |

| 7" vinyl single - UK (Epic – S EPC 9391) |                          |          |  |
| N.º                                      | Título                   | Duración |  |
| 1.                                       | «Heartbreak Hotel»       | 4:47     |  |
| 2.                                       | «Different Kind Of Lady» | 3:36     |  |

| CD single - Japan |                    |          |  |
| N.º               | Título             | Duración |  |
| 1.                | «This Place Hotel» | 5:45     |  |
| 2.                | «Lovely One»       | 3:45     |  |

| CD single 1989 - Austria (Epc 654555 3) |                          |          |  |
| N.º                                     | Título                   | Duración |  |
| 1.                                      | «Heartbreak Hotel»       | 5:42     |  |
| 2.                                      | «Blame It on the Boogie» | 6:56     |  |

## Productores
- Escrito, corrección y compuesto por Michael Jackson.
- Producido por The Jacksons
- Productor asociado: Greg Phillinganes
- Voz principal y de fondo de Michael Jackson.
- Voces de fondo adicionales: Stephanie Spruill, Maxine Willard Waters y Julia Tillman Waters
- Arreglo de cuerno por Tom Tom 84
- Preludio de acuerdo por Jerry Hey
- Instrumentos:
  - Teclado: Greg Phillinganes
  - Guitarras: Tito Jackson, David Williams, Mike Sembello, Paul Jackson, Jr.
  - Bajo: Nathan Watts
  - Batería: Ollie E. Brown
  - Percusión: The Jacksons, Paulinho da Costa
  - Tímpanos: Michael Jackson
- Grito: La Toya Jackson